# Podium Esslingen

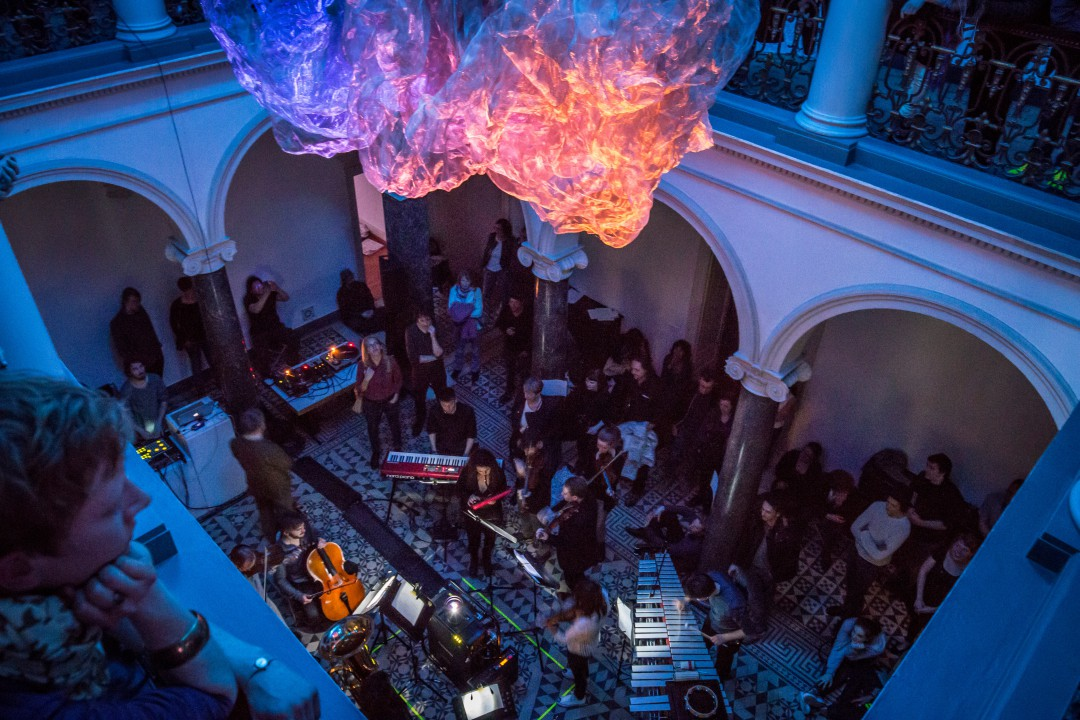
„In-C“ beim Podium Festival Esslingen 2016

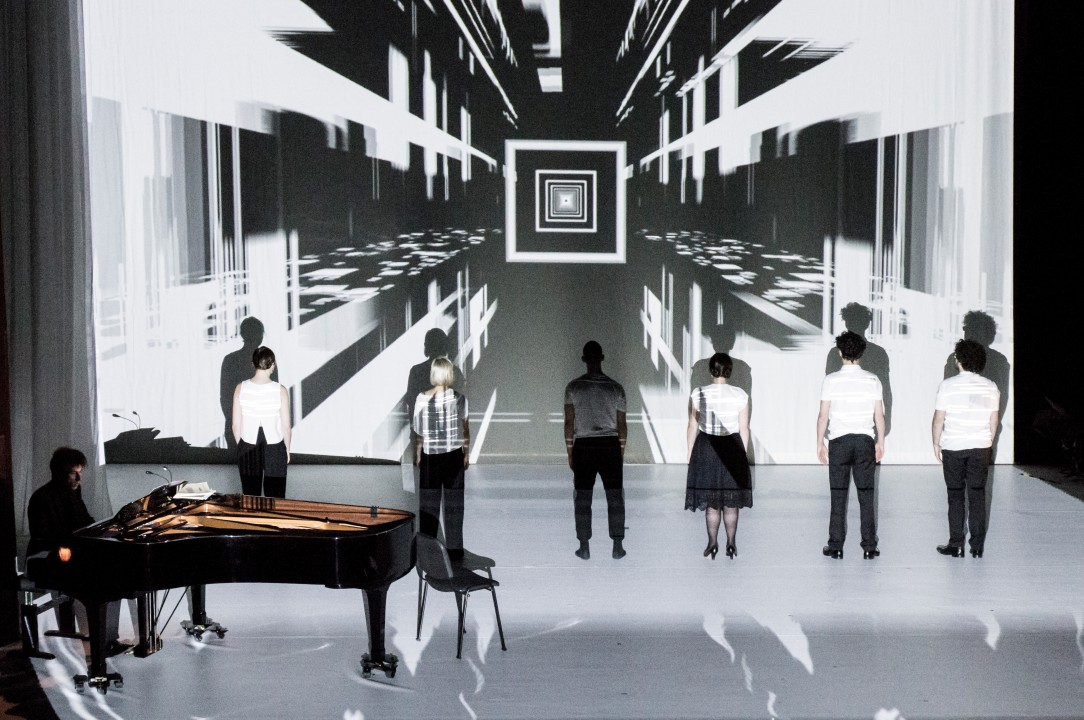
„Szenen der Frühe“ beim Podium Festival Esslingen 2016 in Kooperation mit dem Heidelberger Frühling

Das Podium Esslingen (früher: Podium – Junges Europäisches Musikfestival Esslingen) ist eine seit 2009 als alternatives Kammermusikfestival gegründet bestehende künstlerische Initiative, die das PODIUM Festival Esslingen, ein jährlich stattfindendes Klassik-Festival in Esslingen am Neckar, veranstaltet. 2010 wurde das Podium-Festival für seine konzeptionellen und kommunikativen Innovationen mit einem ECHO Klassik und dem red dot award: communication design ausgezeichnet. Träger der Initiative ist die Podium Musikstiftung, eine operative, gemeinnützige Stiftung, die im Jahr 2013 dafür gegründet wurde.

## Geschichte
Im Jahre 2009 initiierten die damaligen Studenten Steven Walter und Adrian-Minh Schumacher das „Podium - Junges Europäisches Musikfestival Esslingen“ nach dem Vorbild des PODIUMfestivalen in Haugesund (Norwegen). Zusammen mit einem ehrenamtlichen Team von Studentinnen und Studenten aus unterschiedlichen Fachrichtungen, kristallisierten die Gründer die Kernziele eines ihrer Ansicht nach modernen Klassikfestivals heraus: Die Schaffung von kreativem Freiraum, um mit dem Format des Konzerts zu experimentieren, die Bündelung von musikalischen Nachwuchstalenten zu einer intensiven Proben- und Konzertphase, sowie die direkte Ansprache von jungem Publikum durch konventionslose musikalische Events. Die Zweitauflage fand im April 2010 statt und war bereits doppelt so umfangreich wie im Premierenjahr. Die Auszeichnung mit dem ECHO Klassik Sonderpreis für Nachwuchsförderung führte zu medialer Aufmerksamkeit. Im Jahr 2012 wurde mit dem Bundesjugendballett (eine Initiative von John Neumeier, Hamburg Ballett) eine Kooperation eingegangen. Diese wurde 2013 fortgesetzt durch die Schaffung einer neuen Form von Musiktheater im Projekt „Strawinsky:animated – Die Geschichte vom Soldaten“, einer Kombination aus Musik, Animation und Schauspiel, welche Igor Strawinskys Geschichte vom Soldaten neu interpretierte. Diese Produktion wurde seitdem im In- und Ausland als Gastspiel aufgeführt, u. a. im Badischen Staatstheater Karlsruhe sowie beim Lucerne Festival. Das bürgerschaftliche Interesse an der Stärkung und Konsolidierung des jungen Engagements und der Schaffung eines Kreativ-Hotspots in Esslingen fand seinen Ausdruck in der Gründung der PODIUM Musikstiftung. Die Übergabe der Stiftungsurkunde durch Regierungspräsident Johannes Schmalzl fand zum Festivalauftakt 2013 statt. Seit der Saison 2015 wird PODIUM Esslingen institutionell durch Mittel des Landes Baden-Württemberg sowie der Stadt Esslingen am Neckar gefördert und intensiviert seine Tätigkeit als Produktionsstätte für innovative Bühnenprojekte.
Im Mai 2020 wurde bekannt, dass Steven Walter ab November 2021 Intendant des Beethovenfests Bonn werden soll. Der Vorstand der PODIUM Musikstiftung wählte im November 2020 den Bremer Musiker Joosten Ellée zum neuen künstlerischen Leiter des Festivals PODIUM Esslingen ab Herbst 2021.
Das Podium Esslingen ist Mitglied der Kulturpolitischen Gesellschaft.

## Veranstalter
Die Aktivitäten von PODIUM Esslingen werden operativ getragen durch die gemeinnützige PODIUM Musikstiftung und den gemeinnützigen Verein Podium junger Musiker e. V. Künstlerischer Leiter und Geschäftsführer ist Steven Walter. Den Stiftungsvorstand bilden Brigitte Russ-Scherer (Vorsitzende), Lothar Kuhn und Adrian-Minh Schumacher. Kreativer Kern der Aktivitäten ist das wechselnde Team von 10–15 ehrenamtlichen Menschen im Alter von 20–35 Jahren, die sich für eine oder mehrere Saisons verpflichten, das Festivalprogramm zu konzipieren und die Durchführung zu planen. Für die eigentliche Durchführung des Festivals kommen zusätzliche Volunteers nach Esslingen.

## Idee
Podium Esslingen ist ein Projekt von und mit einer internationalen Gemeinschaft junger Musiker mit dem selbst gesetzten Ziel, durch neuartige Konzertideen Musik in ihrer emotionalen und geistigen Vielfalt zu präsentieren. Damit sollen nicht nur Klassikliebhaber bedient werden, sondern Menschen aller Altersgruppen und deren Musikvorlieben. Dabei werden Genregrenzen und -einteilungen in U- und E-Musik bewusst vermieden. Ebenfalls sollten Projekte angestoßen werden, welche mehrere Kunstformen wie Tanz, Theater, Film und Animation mit Musik vereinen und einen künstlerischen Gesamtausdruck haben. Dazu gehört auch das Prinzip des Kuratierens von Konzerten, bei dem die Programme thematisch zusammengestellt werden durch die kreative Community, die Besucher vor und im Konzert jedoch nicht wissen, welche Werke zur Aufführung kommen. Durch diese Mittel wird versucht, ein unvoreingenommenes und Moment-bezogenes Hörerlebnis zu schaffen und damit die Lust steigern, Neues zu entdecken.

## Auszeichnungen
- 2010: ECHO Klassik Sonderpreis für Nachwuchsförderung[10]
- 2010: Förderpreis Region Stuttgart: 1. Preis in der Sparte Kunst und Kultur
- 2010: red dot award: communication design[11]
- 2010: Kulturplakatwettbewerb „gute-plakate.de“ – 1. Platz
- 2011: 1. Preis, Deutscher Jugendorchesterpreis der Jeunesse Musicales[12]
- 2011: Kulturplakatwettbewerb „gute-plakate.de“ – 2. Platz[13]
- 2011: Kulturmarkenaward „Trendmarke des Jahres 2011“[14]
- 2012: Ausgewählter Ort 2012 bei „Deutschland. Land der Ideen“[15]
- 2014: Silver, Annual Multimedia Award[16]
- 2015: Funkenflug (Ministerium für Wissenschaft, Forschung und Kunst Baden-Württemberg) „Bestes Kunst-Sponsoring-Newcomer-Projekt“[17]
- 2020: Kulturpreis Baden-Württemberg[18]